# 盈德氣體
盈德氣體集團，簡稱盈德氣體（英語：Yingde Gases Group Company Limited，港交所：2168）是中国最大的独立工业气体供货商，总部位于上海，香港總部位於香港銅鑼灣時代廣場一座4313室，目前CEO是方世文。

## 历史
於2001年10月由孙忠国、赵项题、Raymond Strutt三位创始人联合成立。現時業務在國內經營現場供氣服務及零售氣體分銷。主要气体产品为氧气、氮气及氩气。
招股價為7.91港元，全球發售為4.52億股，集資額為35.8億港元，而股份則在2009年10月8日於港交所主板上市。2017年太盟投资集团入主，将其私有化后从港交所退市。